# Polaria polaris
Polaria polaris is een slakkensoort uit de familie van de Flabellinidae. De wetenschappelijke naam van de soort is voor het eerst geldig gepubliceerd in 1946 door Volodchenko als Coryphella polaris.